# Autorennbahn

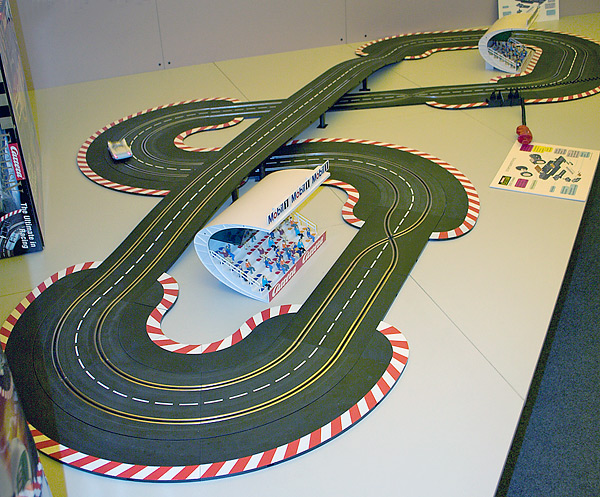
Bahnsystem von Carrera für Autos im Maßstab 1/24 auf der Spielwarenmesse 2005

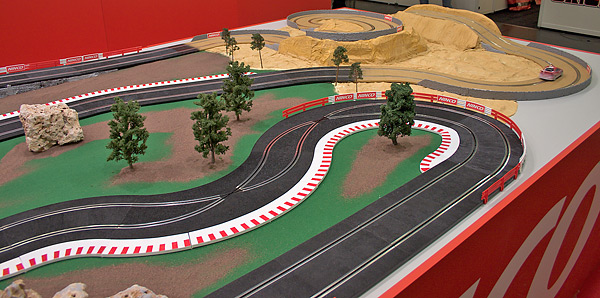
Bahnsystem von NINCO für Autos im Maßstab 1:32 auf der Spielwarenmesse 2005

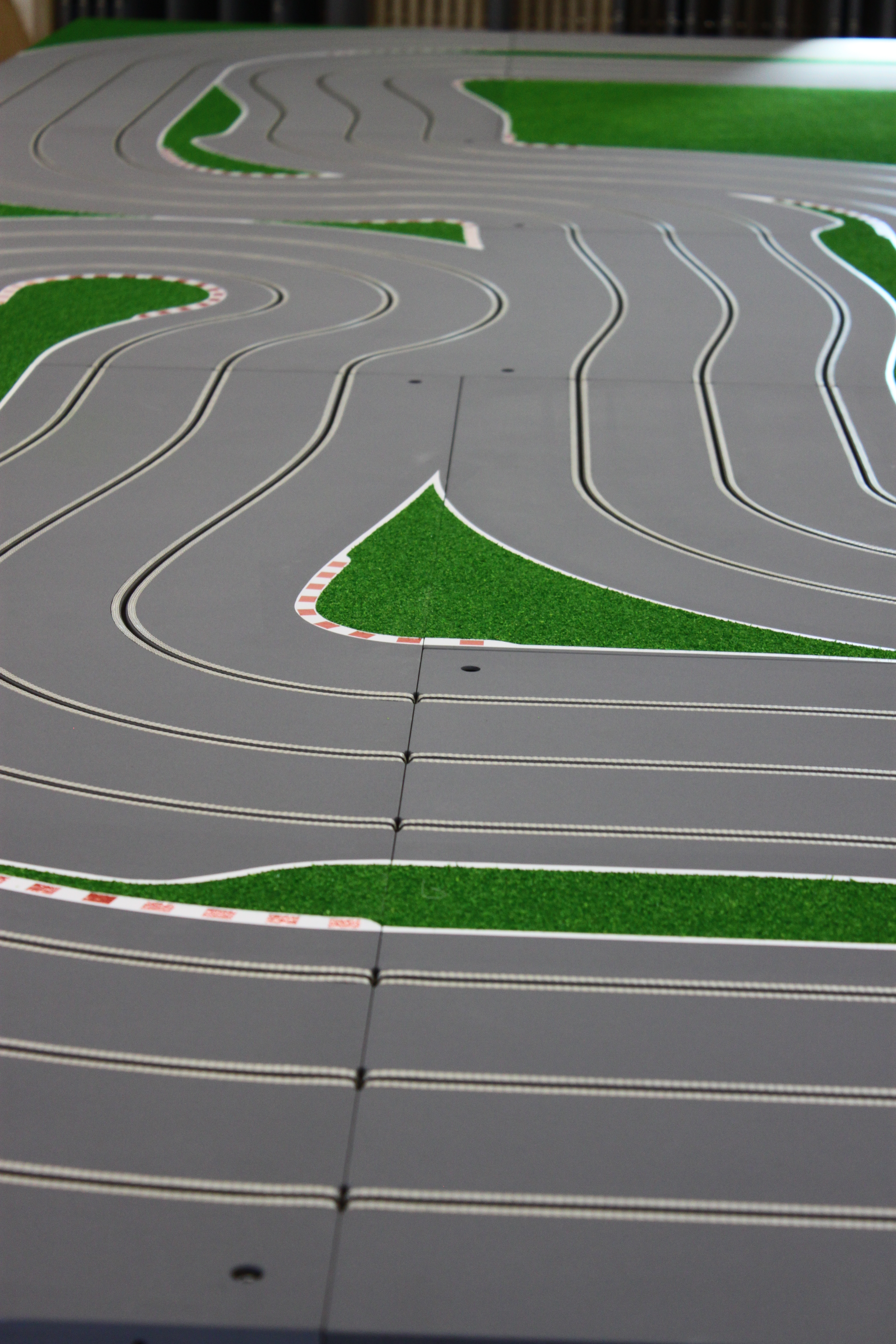
Eine Slotfire-Holzrennbahn im Modulsystem – mit Randsteinen und begrünten Infields

Als Autorennbahn, auch Slotcar-Bahn, Slot-Bahn (von englisch Slot für Schlitz) oder in Deutschland nach dem dort bekanntesten Hersteller Carrera-Bahn, wird eine technische Einrichtung benannt, mit der elektrisch angetriebene Modellautos spurgeführt befahren werden.
Die Spielzeugindustrie liefert zusammensteckbare Fahrbahnteile mit zwei Spuren, die jeweils einen Schlitz zur Führung und zwei Leiterbahnen zur Stromversorgung der Modellfahrzeuge besitzen. Die Fahrer haben jeweils einen Handregler und können damit Geschwindigkeit und Bremsverhalten der Modellautos steuern. Ziel des Spieles ist es, möglichst schnelle Runden zu fahren, ohne dass die Fahrzeuge von der Strecke abkommen, und natürlich Rennen auszutragen (Slotracing). Carrera Autorennbahn wird in Deutschland oft als Synonym für Slotracing verwendet.

## Geschichte

### Vorläufer
Vorläufer der heutigen schlitzgeführten Autorennbahnen waren in der ersten Hälfte des 20. Jahrhunderts mittels Uhrwerk angetriebene Automodelle, die durch eine Randerhöhung in der Spur gehalten wurden.

### Der Anfang in den 1950er-Jahren
In den frühen 1950ern kam im wettfreudigen Großbritannien, bevorzugt in den Hinterzimmern von Gaststätten, das „Railracing“ in Mode. Die überwiegend aus Balsaholz und Messingblech selbstgebauten Fahrzeugmodelle wurden mittels Metallbändern, ähnlich der Form von Vorhangschienen, die oben auf der Fahrfläche montiert wurden, geführt. Der Antrieb erfolgte anfangs angeblich mit Miniaturdieseln (Modellflugmotoren), später mit frisierten Elektromotoren, die meist aus dem Sortiment der bereits boomenden Modelleisenbahnindustrie stammten. Mittels der Führungsschiene und einem weiteren flachen Kontaktband wurden die Modellautos über Gleitkontakte mit Strom versorgt. Da noch keine Handregler in heutigen Sinne erhältlich waren, wurden zur Geschwindigkeitskontrolle lenkradähnliche Drehregler und/oder morsetastenartige Druckknöpfe usw. benutzt.
Die Fahrzeuge waren zwar den damaligen Originalrennwagen nachempfunden, jedoch gab es keinen verbindlich definierten Maßstab. Auch waren die Bahnanlagen landschaftlich nicht komplett durchgestaltet, wie es z. B. in Modelleisenbahnclubs üblich ist. Es ging also vorrangig um das Austragen von Wettbewerben.

### Der Boom in den 1960er-Jahren

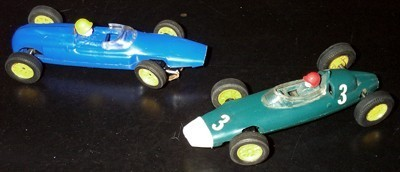
Scalextric Cooper und B.R.M. mit Lenkung (1965).

Slotcarzubehör – 1964 bis 1972.

In den 1960er-Jahren entwickelte sich der Slotracingboom mit Meisterschaften und attraktiven Preisgeldern zunächst in den USA auf Mietbahnen, den „Modelcar-Raceways“ des ganzen Landes. Gefahren wurde mit Fahrzeugen im Maßstab 1:24 und einer Bahnspannung von 12 V, die über eine Autobatterie geliefert wurde, da stabilisierte Netzteile damals nicht verfügbar oder extrem teuer waren. Die Spuren wurden getrennt vermietet, und der Zubehörverkauf boomte. Renncenter mit viel Platz boten mehrere, meist 8-Spurige Bahnen mit Steilkurven und Fahrstrecken zwischen 20 und 80 Metern pro Runde. Tuningzubehör, Bausatz- und Ready-to-Race-Slotcars wurden von vielen Firmen angeboten. Die ersten Autorennbahn-Packungen kamen ab Mitte der 1950er von englischen Firmen in den Spielwarenhandel. Durchsetzen konnten sich Hersteller, die auch Modelleisenbahnzubehör im Angebot hatten, z. B. Strombecker und Tri-Ang Scalextric.
In Deutschland brachte Anfang der 1960er-Jahre zunächst Scalextric Grundpackungen mit dem „Plexi-Track System“ (baugleich mit Scalextric Classic) im Maßstab 1:32 in den Handel. Die weitgehend modellgetreuen, jedoch filigranen Scalextric-Fahrzeuge, zum Teil mit Lenkung ausgestattet, sind inzwischen gesuchte Sammlerstücke. Fast zeitgleich brachte Stabo, bekannt als Hersteller von Funkgeräten, das Bahnsystem „Stabo Car“ mit etwas rundlichen, für Kinderhände konzipierten Slotcars auf den Markt. Ein ähnliches Konzept verfolgte die Firma Carrera mit dem System Universal, das ebenfalls großen Erfolg hatte und bis heute zu den bekanntesten Systemen zählt. Weitere Modelleisenbahnhersteller schlossen sich dem Trend an: Märklin mit „Märklin Sprint“, Fleischmann mit „Auto Rallye“ und Arnold mit „MiniMobil“. Bei der Minimobil lief im Schlitz eine Spirale um, die durch Mitnehmer die Autos bewegte. Angetrieben wurde die Spirale von einem Elektromotor, der in einem Tankstellengebäude versteckt war. Stabo, Fleischmann und Carrera versuchten zusätzlich, mit Bausatzfahrzeugen im Maßstab 1:24 und Ready-to-Race Slotcars (RtR) auch in der Mietbahnszene mitzumischen. Der Erfolg blieb jedoch bescheiden.
Ab Mitte der 1960er-Jahre versuchte sich in Deutschland der Kölner Holzbahnhersteller Minerva gegen die US-Importbahnen durchzusetzen. Airfix (MRRC) und Revell – vorwiegend durch Plastikmodellbausätze bekannte Firmen (Revells Slotcar-Motto: „Build – Race – Win“) – brachten ebenfalls eigene Heimbahnsysteme heraus. Die Revellbahn war etwas breiter und eher zu den Mietbahnen kompatibel als die üblichen 1:32-Produkte und somit auch für 1:24-Slotcars verwendbar. Stabo und Carrera erweiterten nun auch ihr Angebot. Carreras 8-spurig ausbaubares 1:24-Bahnsystem „Carrera 124“ – inzwischen als „Carrera Exclusiv“ neu aufgelegt – und „Carrera Evolution“ in 1:32 waren und sind bis heute erfolgreich. Stabo setzte sich mit seinem 1:24-System nicht durch.
Faller kam zunächst im kleineren Abbildungsmaßstab H0 (ca. 1:64) mit Faller AMS, die eigentlich als Auto-Spiel zur Ergänzung von H0-Eisenbahnen gedacht war, auf den Markt. Neben „Faller AMS“ und „Model Motoring Thunderjet 500“ des US-Herstellers Aurora, mit seinem umfangreichen Angebot an 1:64-Slotcars, die mit dem beliebten, später von diversen Herstellern kopierten „T-Jet“-Flachankermotor ausgestattet waren, versuchte sich auch die Firma Reinhard & Co. mit der „RASANT“-Modellautostraße (1964 bis 1968) an dem kleinen Maßstab. Die Firma Tyco ließ diese Größe später neu aufleben.
Später erschien von Faller ein etwas konfus konzipiertes, aus zweispurigen, grauen Plastikbahnteilen bestehendes 1:24-Bahnsystem mit eingeklebten Stromleitern aus Kupfergeflecht namens „Faller Club Racing“. Faller stattete die dazugehörigen Fahrzeuge mit den damals gängigen Mabuchi 18D-Motoren aus dem Mietbahnbereich aus. Sie waren in den Maßstäben 1:32 und 1:24 als Bausatz und „RtR“ (Ready to Race) für kurze Zeit ausschließlich im Spielzeughandel erhältlich. Heute sind sie gesuchte Raritäten.
In der DDR wurden von Prefo Autorennbahnen produzierte.

### Ende des Booms in den 1970er-Jahren

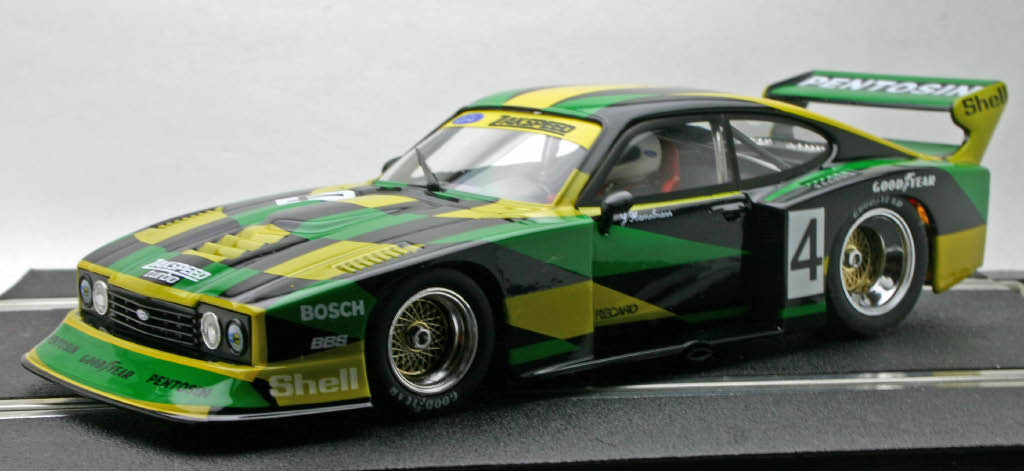
Ein Ford Capri Turbo der Firma Fly.

In den frühen 1970er-Jahren endete der erste Slotcar-Boom. Die kommerziellen Renncenter mit ihren riesigen Gewerbeflächen mussten nach vergeblichen Versuchen, das Geschäft über Reduzierung des Bahnangebotes und ersatzweisem Aufstellen von Flipperautomaten, Billardtischen oder Tischtennisplatten wiederzubeleben, schließen. Viele Zubehörhersteller stellten die Produktion komplett ein. Zwar versuchten sowohl Stabo als auch Carrera auf Basis der bei ihnen im Haus vorhandenen Schienensysteme eine Modell- und Spiellandschaft mit Baufahrzeugen und Transportaufgaben einzuführen, dies war jedoch nicht von dauerhaftem Erfolg gekrönt.

### Der neue Boom seit den 1990er-Jahren

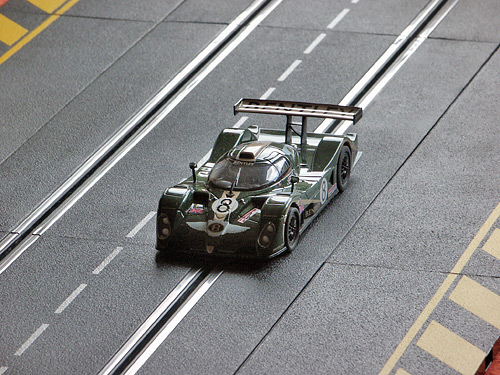
Bentley EXP Speed 8 von Carrera auf einer Carrerabahn.

Eine Wiederbelebung des Marktes gelang erst in den 1990ern durch Hersteller, die ähnlich wie bei Modelleisenbahnen sehr detaillierte Fahrzeuge auf den Markt brachten, die sowohl für die Vitrine, als auch zum Fahren gedacht waren. Insbesondere die spanische Firma Fly/GB Track hatte einen Detaillierungsschub ausgelöst. Zum Revival der Autorennbahn hat sicher auch beigetragen, dass die Modellautos inzwischen auf allen konkurrierenden Schienensystemen fahren, also untereinander weitgehend kompatibel sind.

## Systeme

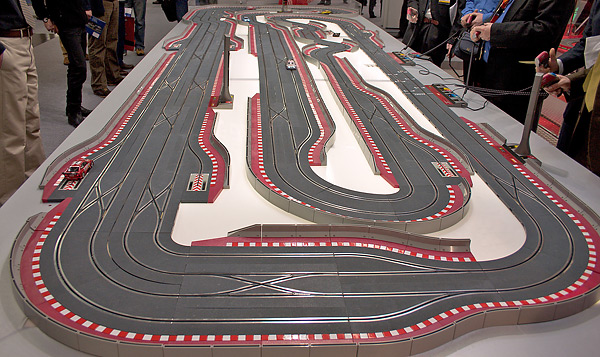
SCX Digitalbahn mit Weichen und Kreuzungen auf der Spielwarenmesse 2005.

Es gibt Autorennbahnen für Autos in den Maßstäben 1:24, 1:28, 1:32, 1:43 und 1:64. Der am weitesten verbreitete Standard bei Fahrzeugen für Erwachsene ist heutzutage der Maßstab 1:32. Die „Carrera Go!!!“-Bahnen und deren digitale Verwandte D143 für Autos im Maßstab 1:43 sind als Einstieg für Kinder ab 6 Jahren gedacht. Die im gleichen Maßstab hergestellte Carrera Profi wurde eingestellt. Nicht mehr produziert werden auch die Systeme „Carrera Universal“ (drei Leiter) – bei der zwei Autos hintereinander, aber unabhängig auf einer Spur fahren konnten – sowie „Carrera Servo“ (vier Leiter) bei der Spurwechsel möglich waren.
Kunststoff-Autorennbahnen für Autos im Maßstab 1:32 werden zurzeit von den Firmen Ninco, Policar, Scaleauto, Scalextric und SCX hergestellt. Rennbahnen für Autos im Maßstab 1:24 werden nur von Carrera angeboten, wobei dies dieselbe Schiene ist, die Carrera für ihre Autos im Maßstab 1:32 vermarktet.
Zielgruppe für die Autos in den „großen“ Maßstäben 1:32 und 1:24 und die hierfür geeigneten Bahnen aus Kunststoff oder Holz sind heute – wie bei den detaillierten Modelleisenbahnen – primär Erwachsene. Als Kinderspielzeug werden einfachere, meist vom Maßstab her kleinere, Autorennbahnen wie die oben erwähnte Carrera GO!!! oder Bahnen z. B. von Artin und Racy angeboten. Inzwischen werden von den meisten Herstellern „Digital“-Systeme angeboten. Damit sind das Fahren von mehreren Fahrzeugen in einer Spur und der Spurwechsel (über Weichen) möglich.
Eine Alternative zu den Kunststoff-Autorennbahnen stellen Holzrennbahnen dar. Waren diese Bahnen bis vor kurzem noch professionellen Renncentern vorbehalten, bieten die Hersteller von fest installierten Club-Rennbahnen vergleichbare Qualitäten mit digitaler Rennsteuerung und Features wie automatischem Überholen mit Kollisionsschutz inzwischen auch für den Hobby-/Privatbereich an. Holzrennbahnen für Endverbraucher stellt beispielsweise die Firma Slotfire in den Maßstäben 1:24 und 1:32 her. Das meistverwendete Bahnsystem im Clubsport ist von der Firma Plazidus, welche Holzbahnen in Modulbauweise, als Bausatz oder Fertigelemente, herstellt. Aufgrund des meist limitierten Platzes im Endverbraucherbereich gibt es hier neben Schienensystemen Modulsysteme, bei denen die Rennstrecke in frei kombinierbare MDF-Platten integriert ist. Als wichtigste Vorzüge gegenüber Kunststoffrennbahnen nennen die Hersteller hier unter anderem einen schnelleren Auf- und Abbau sowie die hohe Verwindungssteifigkeit der Systeme. Auch bieten die Lacke dieser Strecken besseren Grip.
Ferner existieren Systeme, die versuchen, die Flexibilität der kurzen Kunststoffschienen mit der Stabilität einer MDF-Holzbahn zu vereinen. Jüngstes Beispiel hierfür ist die deutsche Fa. Harrel mit ihrem Harrel-RS-System.

## Fahrzeuge

Aktuelle Wing-Cars

1:24 Slotcar auf Momo-Chassis

1:24 Dragster auf Parma-Chassis

Fertig-Automodelle werden von einer Vielzahl von Herstellern angeboten (Maßstab 1:32: Carrera, Fly, Ninco, Revell, Scalextric, SCX, slot.it, usw. / Maßstab 1:24: Carrera, ScaleAuto, BRM, JK, ProSlot, Parma). Diese Modelle sind meist sehr detailliert und originalgetreu und sind teilweise mit Magneten zur Verbesserung der Fahreigenschaften ausgestattet. Die Verwendung von Magneten ist jedoch umstritten. In Slotracing-Clubs kommen diese in der Regel nicht zum Einsatz.
Neben den originalgetreuen Fertigmodellen gibt es eine Reihe von Herstellern, die Chassis (bspw. Schöler, Plafit, Modern-Motor [Momo] usw.), Karosserien, Motoren, Reifen und anderes Zubehör für den Bau individueller Modelle anbieten.
Für diese Modelle gibt es Motoren in den Bauformen 13D, 16D und 18D. Die verfügbaren Motoren unterscheiden sich bzgl. Maße, Stromaufnahme, Drehmoment und Drehzahl. Während die 13D-Motoren in 1:24- und 1:32-Fahrzeugen verwendet werden, laufen 16D-Motoren meist in sogenannten Flexi-Cars und Dragstern. Die großen 18D-Motoren werden fast ausschließlich in 1:24-Fahrzeugen installiert.
Reifen für die Slotcars gibt es in vier Grundmaterialien:
Silikon, Vollgummi, Polyurethan (PU) und Moosgummi. Die Reifen unterscheiden sich sehr stark bzgl. Haftung, Verschleiß und Pflege. Bspw. müssen PU- und Moosgummi-Reifen vor der Verwendung geschliffen werden, während Vollgummi und Silikon-Reifen sofort verwendbar sind.
Es gibt eine Vielzahl von Karosserien für die Individual-Modelle. Es gibt sie aus tiefgezogener Folie, Lexan, Delrin, als Fertigmodelle, im 3D-Druck hergestellt oder in Form von Bausätzen von diversen Modellherstellern.
Für diese Individual-Modelle gibt es eine ganze Reihe von Rennserien (bspw. DSC Cup, Parma International, Nascar 124, …), die in aufwändigen Reglements die zugelassenen Fahrzeuge genau beschreiben.

## Fahrzeugsteuerung

Handregler aus den 1960er Jahren.

Kontrolliert wurden die Fahrzeuge mit mechanisch und elektrisch stabilen Versionen der bekannten Daumen-Regler (Plunger-Type Controller). Erste Wahl waren hochbelastbare Keramikwiderstände mit Werten von 5, 8, 15, 25 und 35 Ohm sowie einem Bremskontakt. Der Bremskontakt ermöglicht es, die Generatorwirkung der Motoren beim Ausrollen der Fahrzeuge per Kurzschluss zum Bremsen zu benutzen und somit die Rundenzeiten zu senken. Die Bremse ist nur aktiv, wenn der Regler in Nullstellung ist. Bei Heimbahnen aus dem Spielzeughandel waren Regler mit Kurzschlussbremse zunächst unbekannt. Im Clubbahn-Bereich und bei Meisterschaften kommen elektronische Regler zum Einsatz, die eine Vielzahl von Einstellmöglichkeiten bieten. So sind das Ansprechverhalten des Motors und die Bremseigenschaften des Fahrzeugs individuell an den Fahrer und die Bahn anpassbar. Einige Regler bieten auch einen Choke, welcher die maximale Spannung und damit die Endgeschwindigkeit des Fahrzeugs begrenzen.
Es gibt verschiedene Anschluss-Schemata für Clubbahnen. In Deutschland wird das Deutsche System am meisten verwendet, welches mit Rot-Schwarz-Gelb gekennzeichnet ist. Rot = Stromquelle (Trafo), Gelb = Fahrstrom (Gas), Schwarz = Bremse. Im Internationalen Systemen kommt das System Parma zum Einsatz, welches mit Weiß-Schwarz-Rot gekennzeichnet ist. Weiß = Stromquelle, Schwarz = Bahnstrom (Gas), Rot = Bremse. Weiterhin wird unterschieden zwischen positiver Bahnsteuerung und negativer Bahnsteuerung. Der Unterschied liegt darin, welcher elektrische Pol vom Regler gesteuert wird. Bei der positiven Steuerung wird der Pluspol zuerst an die Bahnsteuerung (Regler) geführt und geregelt. Bei negativer Steuerung wird der Pluspol zuerst an die Bahn angelegt und der Minuspol anschließend an die Bahnsteuerung (Regler) geführt und geregelt.

## Zeitmessung
In den 1960er-Jahren waren die Bahnanlagen mit beeindruckend komplexen Kontrollpulten ausgestattet. Dort eingebaute, mechanische Schaltuhren (ähnlich einem Küchenwecker) schalteten per Relais, entsprechend der vorab zu bezahlenden Fahrzeit, die jeweilige Bahnspur an- und aus. Mittels elektromechanischen Zählwerken und „Deadstrips“ (vom Bahnstrom getrennte Kontaktlitzen für jede Spur – Länge ca. 25 cm) wurde die Rundenzahl erfasst. Sogar Mikrofon und Lautsprecher für Ansagen der „Rennleitung“ waren in die Kontrollpulte integriert.
Preisgünstige PC-Technik ermöglicht heute per Lichtschranke auf 1/1000 Sec. genaue Zeitmessung, mit Kassensystemen gekoppelte automatisierte Vermietung der Bahnspuren, sowie in diversen Varianten programmierbare Rennabläufe.
Zeitmess-Systeme werden beispielsweise von den Firmen Bepfe/Titus oder DS-Racing angeboten.

## Festinstallierte Clubanlagen

8-spurige Mietbahn der 1960er und Details von Kontrollpulten

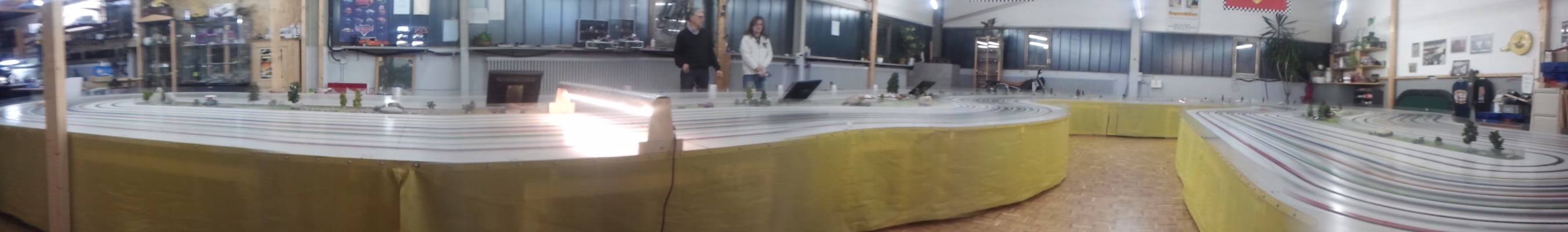
180° Panorama Ansicht einer 8-Spur Anlage in der Schweiz. Streckenlänge 57 m, Aufstellfläche 160 m²

Clubanlagen für „Slotracing“ oder „Scaleracing“ sind häufig aus MDF-Platten gefertigt. Das störende „Eisenbahngeratter“, bedingt durch die Stöße der einzelnen Kunststoffbahnteile tritt bei Bahnanlagen aus MDF-Platten nicht auf.
Die Clubbahnen für Scaleracing sind meist mit Bahnlitze aus elektrisch etwas schlechter leitendem Stahlgeflecht ausgestattet. Nur so ist die serienmäßige magnetische „Traktionshilfe“ der von der Spielzeugindustrie inzwischen massenhaft in Fernost gefertigten Magnetautos auch auf einer Clubbahn wirksam.
Außerdem wird der unbeliebte, klebrige Schmutz durch das Auftragen von Reifenhaftmitteln (Glue) auf Bahn und Hinterräder vermieden. Auch würden serienmäßige Magnetfahrzeuge bei Wegfall der Traktionshilfe wegen schwacher Motoren und Fertigungstoleranzen bei Chassis und Rädern durch unspektakuläres Fahrverhalten auffallen.
Für die optisch anspruchsvollen, von den Teams meist selbst gefertigten Wettbewerbsfahrzeuge des Scaleracing sind höherwertige Chassiskonstruktionen (z. B. von Plafit, Schöler oder Motor-Modern) ohne Traktionsmagnete erhältlich. Ein realitätsnahes Erscheinungsbild der Modelle ist Pflicht, da bei Wettbewerben dafür zusätzlich Punkte vergeben werden.
Auch bei den Wettbewerbsbahnen für die „Flexi“-, „WingCar“- und „Vintage“-Klassen haben sich Konstruktionen aus MDF durchgesetzt. Da die Reglementierungen Bodenfreiheit bis hinunter zu 0,5 mm erlauben, sind die Faserplatten in der Regel durch Sperrholzunterbauten gegen Verzug stabilisiert. Somit sind möglichst glatte Fahrflächen für die extrem hohen Geschwindigkeiten dieser Slotcars („Group7“, „Int15“, „Eurosport 12/24“ usw.) gewährleistet.
Wegen der hohen Anlaufströme der Motoren sind bei 12 Volt kurzfristig bis zu 30 Ampere pro Fahrzeug/Fahrbahn nötig. Daher sind Autobatterien oder 13,8-V-Festspannungsnetzgeräte und dickes Kupfergeflecht für die Stromleiter die übliche erste Wahl. Da hier der Einfluss durch die starken Magneten der hochgezüchteten Motoren auf die Straßenlage unerwünscht ist, gewährleisten nichtmagnetische Kupferlitzen zudem ein neutrales Fahrverhalten.